# Зимники (Приморский край)
Зи́мники — село в Дальнереченском районе Приморского края, входит в состав Малиновского сельского поселения.

## География
Село Зимники находится к юго-востоку от Дальнереченска, на левом берегу реки Малиновка.
Село стоит на автодороге Дальнереченск — Ариадное — Кокшаровка (Чугуевский район Приморского края) между сёлами Ракитное и Вербное.
Расстояние от села Зимники до районного центра города Дальнереченск около 76 км.

## История
В 1897 году группа поселенцев основывает посёлок Монгоу. 
1900 год 3 сентября главой поселения становится Эдуард Дреев. 
3 февраля 1904 года село подвергается атаке 7 дивизии императорской армии, в ходе которой село Монгоу подвергается оккупации  со стороны японской армии. В время оккупации в Монгоу происходят массовые расправы над местными жителями. 
15 февраля 1904 года Эдуард Дреев создаёт отряд из 20 человек, и уже 1 марта  благодаря профессионализму командующего Эдуарда Дреева оккупантам приходится оставить село. 
Во время Гражданской войны стал одним из немногих Дальневосточным-анархистом 1921 года 13 марта погиб в плену
До 1972 года село называлось Монгоу.

## Население
| 2002 | 2010 |
| ---- | ---- |
| 437  | ↘305 |

## Улицы
| - ул. Восточная, - ул. Гаражная, - ул. Горная, - ул. Зелёная, - ул. Кольцевая, | - ул. Конторская, - ул. Луговая, - ул. Майская, - ул. Октябрьская, - ул. Речная, | - ул. Рыбацкая, - ул. Садовая, - пер. Садовый, - ул. Торговая, - ул. Школьная. |

## Экономика
Жители занимаются сельским хозяйством.

## Известные уроженцы
- Харланов, Михаил Иванович (1916—1991) — советский военнослужащий, младший сержант, Герой Советского Союза.